# Louis-Marie Caverot
Louis-Marie-Joseph-Eusèbe Caverot, né le 26 mars 1806 à Joinville et mort le 23 janvier 1887 à Lyon, est un homme d'Église français, évêque de Saint-Dié de 1849 à 1876, puis archevêque de Lyon de 1876 à 1887 et cardinal à partir de 1877.

## Biographie

### Jeunesse et formation
Louis-Marie Caverot, d'origine haut-marnaise et vosgienne, effectue ses études au collège de Troyes, Dôle et Saint-Acheul, tenus par des Jésuites puis il commence des études de droit et travaille un temps au Ministère de la Guerre. Il entre alors au séminaire Saint-Sulpice en 1828.

### Prêtre
Il est ordonné prêtre le 19 mars 1831, nommé vicaire à la cathédrale de Besançon puis chanoine-archiprêtre en 1835. Malade, il est affecté à l'aumônerie de plusieurs communautés religieuses puis il est nommé vicaire général de l'archidiocèse de Besançon en 1846.

### Évêque de Saint-Dié

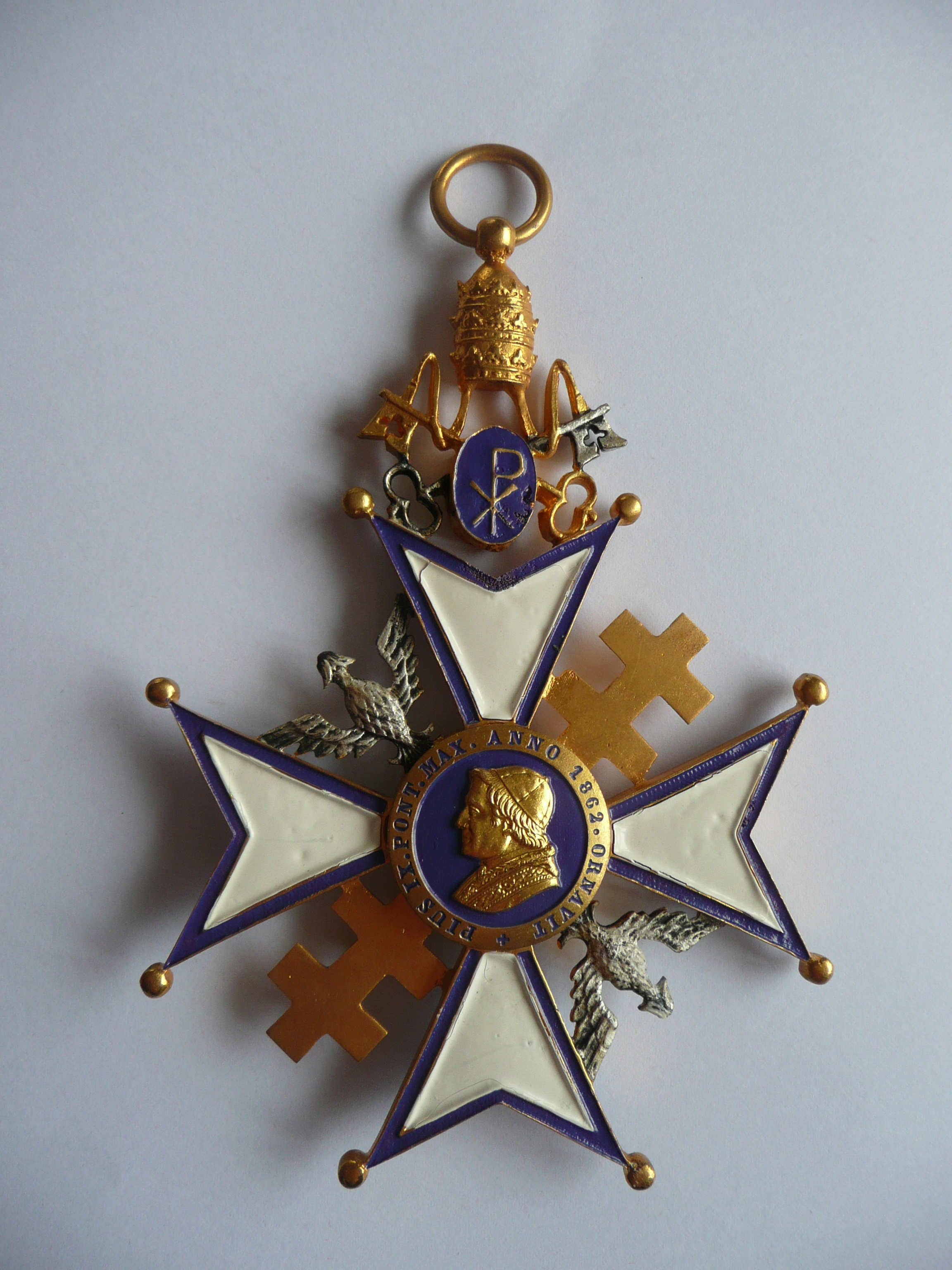
Croix de Chapitre de Saint-Dié - 1862 -

Le 26 mars 1849, Louis-Marie Caverot est nommé évêque de Saint-Dié, il est préconisé le 20 avril, sacré le 22 juillet par Césaire Mathieu. Il prend possession de son siège épiscopal le 5 août.
Son premier souci dans les Vosges est de renforcer la formation de ses prêtres : il achève le grand séminaire de Foucharupt à Saint-Dié, les petits séminaires de Châtel-sur-Moselle et d'Autrey.
Sous son épiscopat, la petite ville industrielle centre de l'évêché vosgien connait un rayonnement des arts et de la musique religieuse. Au moment de l'arrivée du chemin de fer en 1864, il intervient pour sauver et acquérir la chapelle du Petit-Saint-Dié, premier lieu de fondation d'un ban chrétien au VIIe siècle. 
Il favorise l'implantation et le développement des communautés religieuses : ainsi, il soutient la création de la Congrégation du Pauvre-Enfant-Jésus par Justine de Bonnay en 1855 à Charmois-l'Orgueilleux, encourage notamment la Congrégation des sœurs de la Providence de Portieux, des sœurs du Saint-Esprit de Neufchâteau, les trappistines d'Ubexy. Il accueille également les sœurs de Saint-Charles à Châtel, les sœurs de Niederbronn-les-Bains à Épinal, Saint-Dié, Gérardmer. Il permet la reconstitution de la Congrégation de Notre-Sauveur, héritière des Chanoines réguliers de Notre-Sauveur, très présents en Lorraine avant la Révolution et réformés par saint Pierre Fourier. Sous son épiscopat, le chapitre de Saint-Dié obtient de Pie IX le port  d'une nouvelle croix de chapitre.
Il participe au Concile Vatican I en 1870 et vote en faveur de l'infaillibilité pontificale.
Il consacre le diocèse au Sacré-Cœur en 1874.

### Archevêque de Lyon, Primat des Gaules
Il poursuit sa carrière comme archevêque de Lyon en 1876. Le 12 mai 1877, il est créé cardinal par Pie IX au titre cardinalice de San Silvestro in Capite dont il se démet en 1884 pour prendre celui de la Sainte trinité des Monts (SS. Trinità al Monte Pincio) traditionnellement attribué à un cardinal français. Il participe au conclave de 1878 qui élit Léon XIII. À Lyon, il s'attache à réorganiser l'administration diocésaine et développe les facultés catholiques et les écoles libres après les lois scolaires de 1881.
Le cardinal Caverot fait partie des Congrégations pour les évêques et réguliers, de la propagande, des rites et des indulgences et reliques.
Il meurt à Lyon le 23 janvier 1887. La cérémonie d’obsèques est présidée par le cardinal Langénieux, archevêque de Reims, en présence de Jean-Joseph Marchal, archevêque de Bourges, Joseph-Alfred Foulon, archevêque de Besançon, François-Albert Leuillieux, archevêque de Chambéry, et de Xavier Gouthe-Soulard, archevêque d'Aix.

## Succession apostolique
Louis-Marie Caverot a ordonné les évêques suivants :
- Archevêque Jean-Joseph Marchal (1875)
- Évêque Jean-Amand Lamaze, S.M. (1879)
- Archevêque Jean-Natalis-François Gonindard (1885)

## Armes
D'azur à l'agneau triomphant d'argent, au nimbe crucifère d'or, argent et gueules, sur un autel du même, d'or à table d'argent, sénestré en chef du chrismon d'argent. 

## Distinction
- Officier de la Légion d'honneur (11 aout 1866)[6]